# Ведерфорд (Оклахома)
Ведерфорд (енгл. Weatherford) je град у америчкој савезној држави Оклахома.

## Демографија
По попису из 2010. године број становника је 10.833, што је 974 (9,9%) становника више него 2000. године.
| Група             | 2000.         | 2010.         |
| Белци             | 8.415 (85,4%) | 8.590 (79,3%) |
| Афроамериканци    | 192 (1,9%)    | 327 (3,0%)    |
| Азијати           | 127 (1,3%)    | 177 (1,6%)    |
| Хиспаноамериканци | 424 (4,3%)    | 811 (7,5%)    |
| Укупно            | 9.859         | 10.833        |